# CETME FR-7 / FR-8 CETMETON
El CETME FR-7 / FR-8 CETMETON es un fusil de origen español fabricado a partir de una modificación de los fusiles de cerrojo Mauser M1916 y M1943 y cañones fabricados por CETME, dando lugar respectivamente al FR-7 y el FR-8 (Fusil Reformado 7 y 8).

## Historia

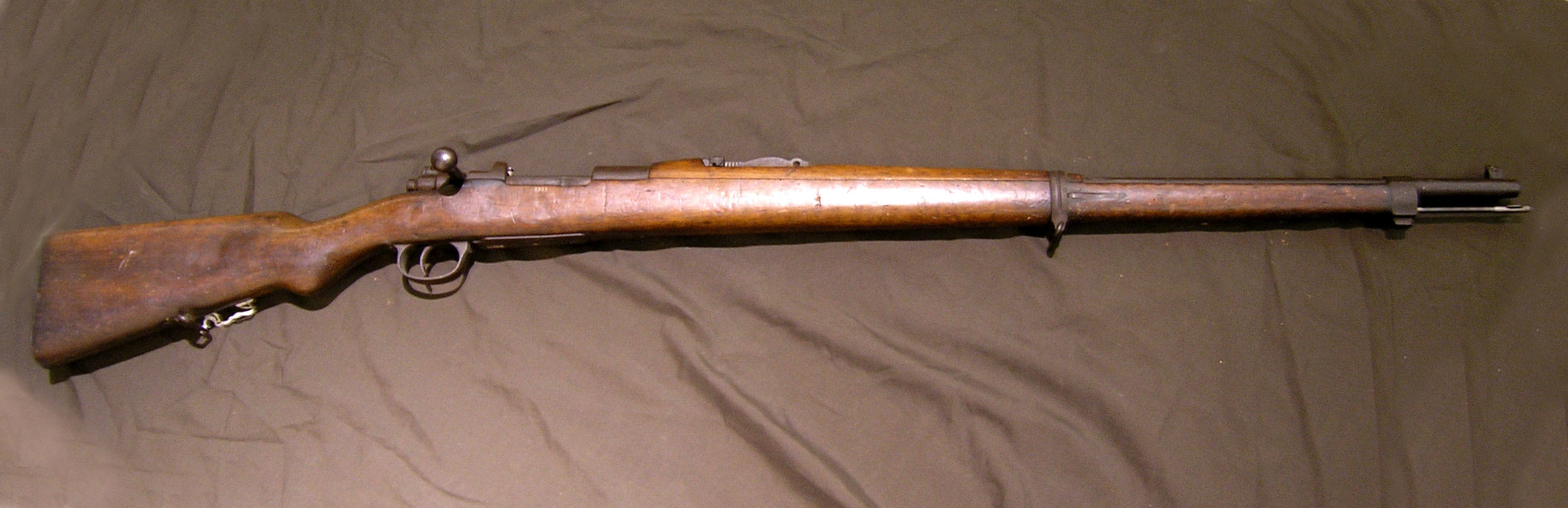
Un Mauser Modelo 1893. Hubo una versión de este fusil llamado Mauser Modelo 1916 español.

Después de la Segunda Guerra Mundial se llegó la conclusión acertada de que había que equipar a la tropa con un fusil de asalto resistente, versátil y con capacidad de hacer fuego automático y semiautomático. Se empezaron a desarrollar los primeros prototipos de CETME y posteriormente a producirse para equipar a los tres ejércitos (Ejército de Tierra, Armada y Ejército del Aire).
Como no se podía equipar inmediatamente a todos los efectivos del ejército, se fue haciendo paulatinamente, y durante un tiempo convivieron los viejos mosquetones con los nuevos CETME. Los fusiles FR-7 fueron convertidos a partir de fusiles Mauser Modelo 1916 español, basados a su vez en los fusiles Mauser Modelo 1893. Los FR-8 fueron conversiones del Modelo 1943 español, basados en el Mauser 98 Debido a la incompatibilidad de los cartuchos usados por los mosquetones (7,92 x 57 Mauser y 7 x 57 Mauser) y en vías de desaparición, y a que se retiraron una gran cantidad de mosquetones en perfecto estado, al ser sustituidos, se decidió modificar estos últimos sustituyéndoles su cañón original Mauser por un cañón fabricado en CETME adaptando el arma al nuevo cartucho 7,62 x 51 CETME, que más tarde sería sustituido a su vez por el 7,62 x 51 OTAN de mejores prestaciones.
Estos fusiles podían disparar granadas de fusil desde sus bocachas apagallamas.
Dado que la tropa conocía popularmente los mencionados Mauser como "mosquetones" y a los cuales se les instalaban piezas de CETME, ambos Fusiles Reformados 7 y 8, se denominaron CETMETON creando un juego entre las palabras CETME y mosquetón
Después de ser totalmente sustituidos por el CETME, se seleccionó un pequeño número de cetmetones escogidos por su precisión y se equiparon para ser usados por francotiradores de las Compañías de Operaciones Especiales (COE) durante un breve espacio de tiempo mientras eran equipados con otro fusil de precisión que aún no había sido entregado por el fabricante.
Finalmente el CETMETON quedó relegado a unidades auxiliares hasta su retirada por completo salvo en la Guardia Real española donde se ha usado para hacer orden cerrado y paradas militares, como la compañía de honores y escuadra de gran gala del Colegio de Guardias Jóvenes de la Guardia Civil de Valdemoro.
También se utiliza para rendir honores en algunas unidades policiales, como los Mozos de Escuadra.
El resto de los antiguos "FR-7" y "FR-8" fueron destruidos o bien exportados a otros países para equipar a sus fuerzas armadas y más tarde vendidos a particulares como arma de caza, principalmente fuera de España.

## Galería

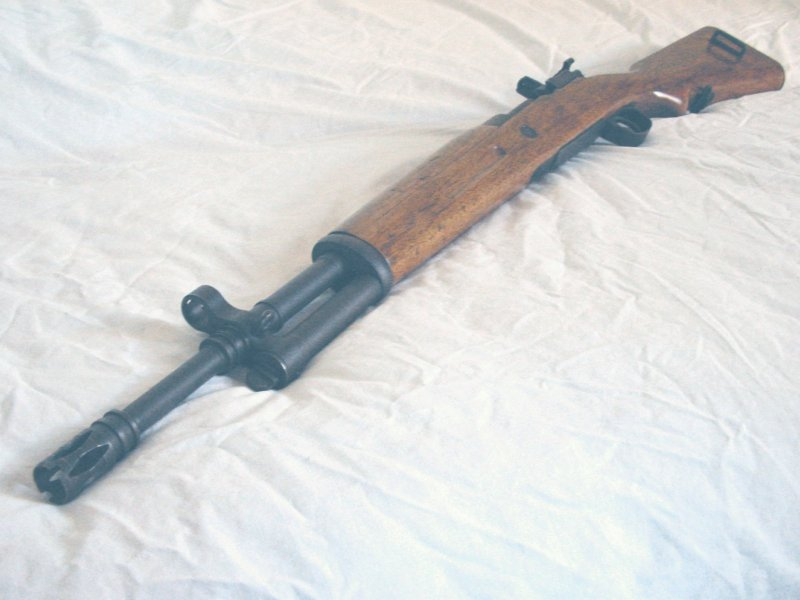
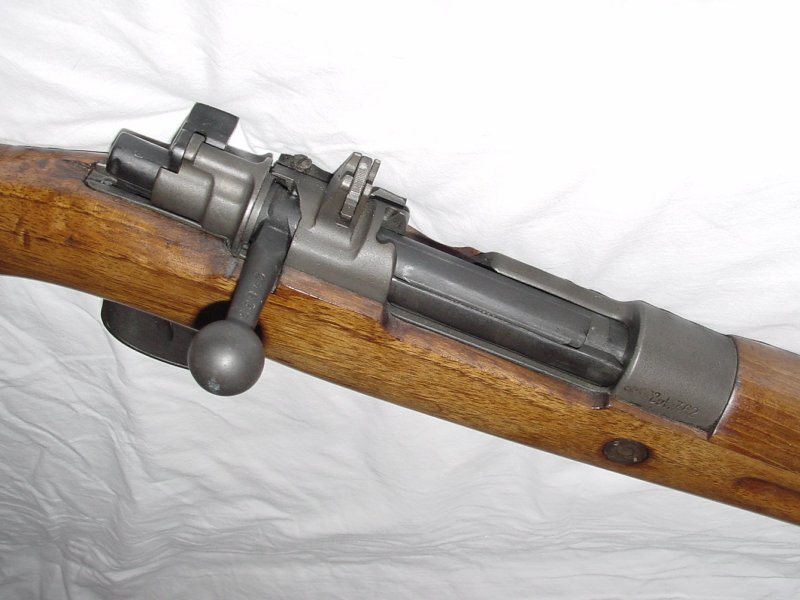
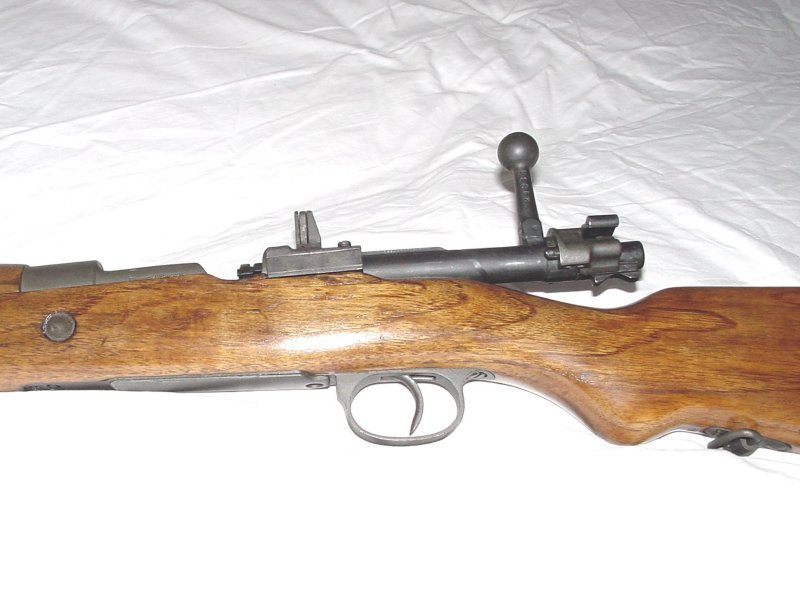
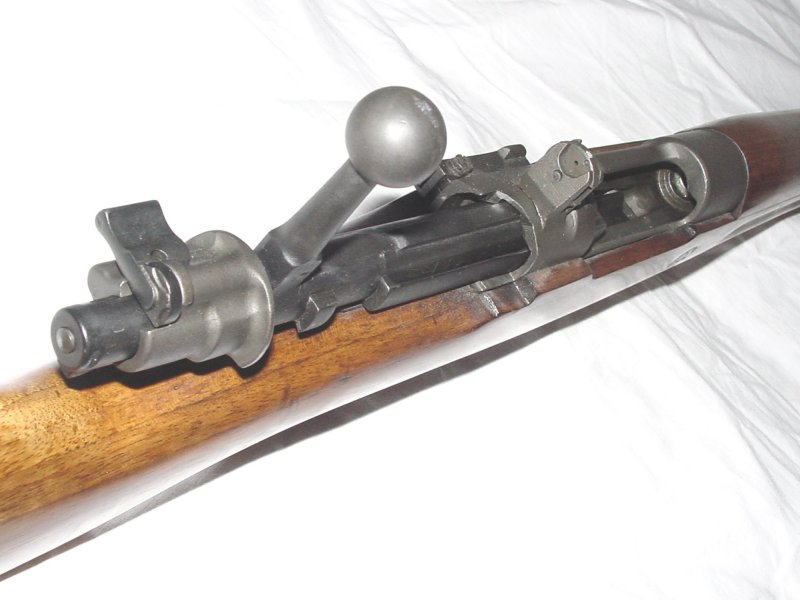
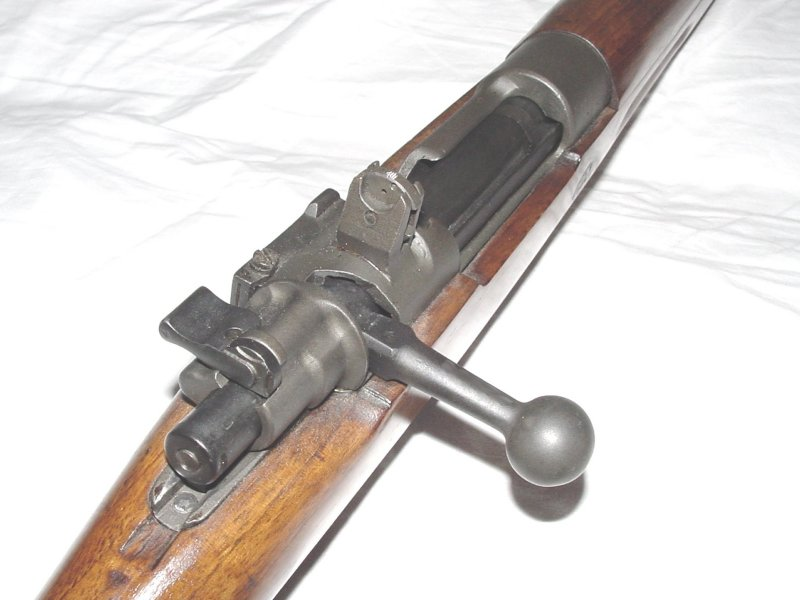
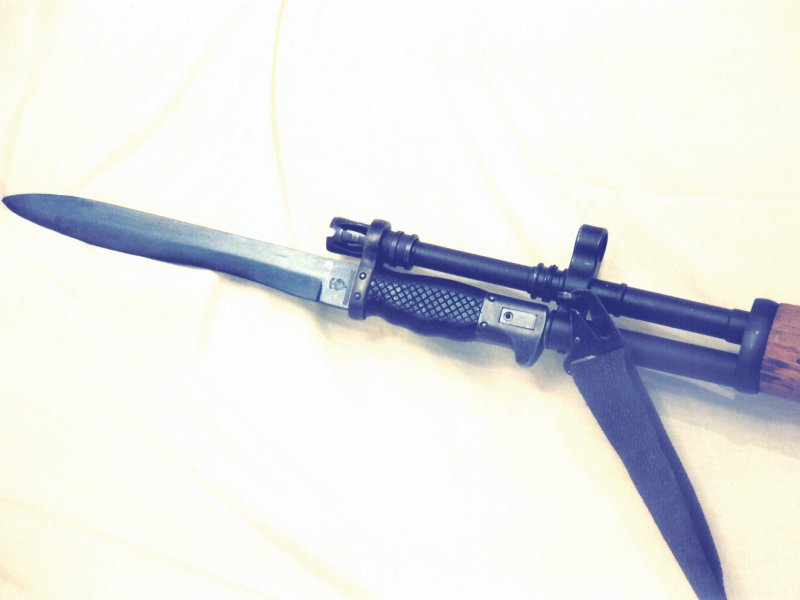
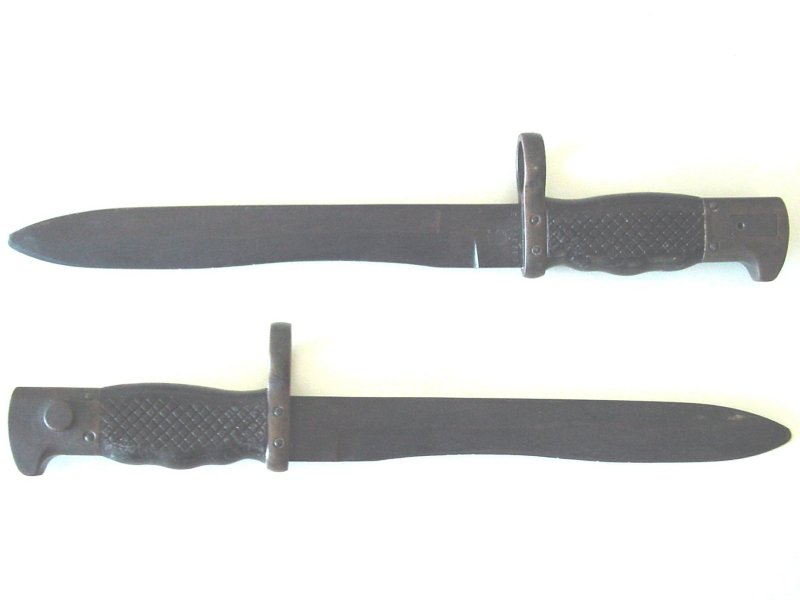